# Omni Air International
Omni Air International ist eine US-amerikanische Charterfluggesellschaft mit Sitz in Tulsa und Basis auf dem Tulsa International Airport.

## Geschichte

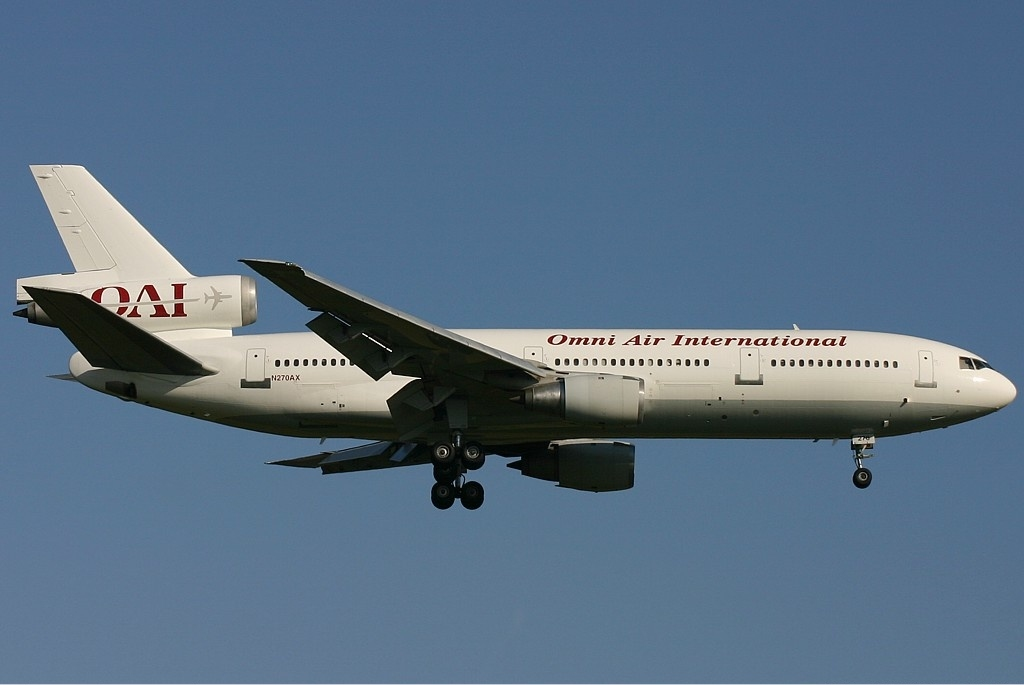
McDonnell Douglas DC-10-30 der Omni Air International

Omni Air wurde 1993 als Omni Air Transport gegründet und flog mit Learjets Geschäftskunden bzw. bot Luftrettungsdienste an. 1993 kaufte die Gesellschaft einen Boeing 727 Frachter und firmierte nun als Omni Air Express. Sie trat als Subunternehmer für Emery Worldwide, UPS Airlines, BAX Global und DHL auf. Zusätzlich erfüllte sie einen Großauftrag für United States Postal Service. Nach weiterem Wachstum im Cargo-Geschäft kaufte sie 1997 eine McDonnell Douglas DC-10 und stieg in das Passagiergeschäft unter dem Namen Omni Air International ein. 1999 gewann die Fluglinie eine Ausschreibung des United States Department of Defense zur weltweiten Durchführung von Militärtransporten. Diese wurden insbesondere während des Dritten Golfkriegs 2003 durchgeführt, unter anderem auch über den deutschen Flughafen Frankfurt-Hahn. Im Februar 2012 musterte Omni Air International als vorletzte Fluggesellschaft weltweit ihre drei letzten McDonnell Douglas DC-10-30 aus dem Passagierdienst aus.

Im November 2018 übernahm die Air Transport Services Group Omni Air für umgerechnet 733 Millionen Euro.

## Flugziele
Omni Air International befördert Passagiere für US-amerikanische Reiseveranstalter und Bundesbehörden sowie British Army und United States Army und fliegt zudem als Ad-hoc-Charter für andere Fluggesellschaften, darunter Condor, Corsairfly, Eirjet, Eurocypria und XL Airways. Die wichtigsten Charterrouten sind zwischen Honolulu und Las Vegas. Während der Sommer- bzw. Wintersaison werden auch Mexiko, die Karibik und Ziele in Florida angeflogen. Im Auftrag für die Royal Air Force wird auch der Flughafen Hannover angeflogen.

## Flotte

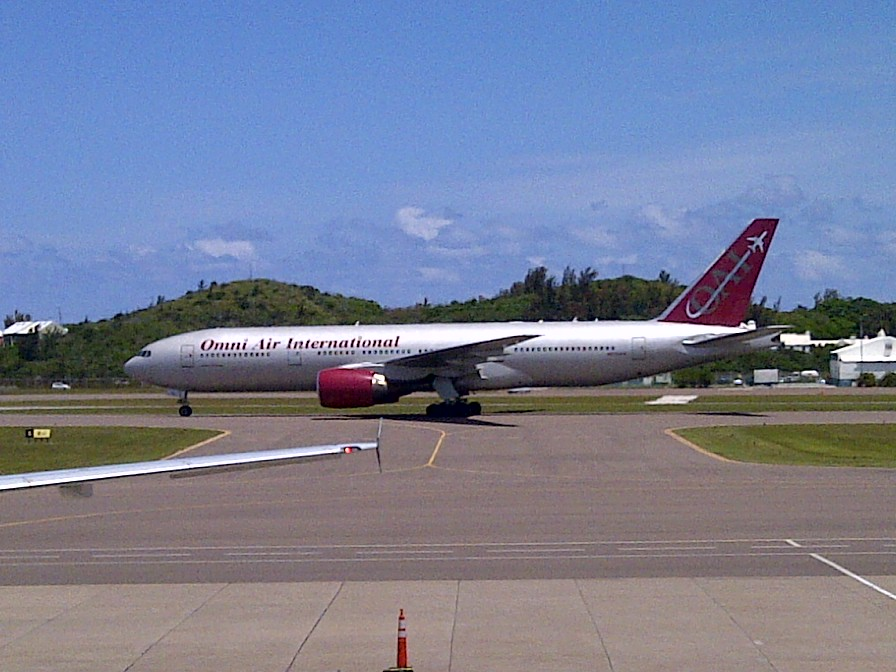
Boeing 777-200ER der Omni Air International

Mit Stand Anfang April 2022 besteht die Flotte der Omni Air International aus 15 Flugzeugen mit einem Durchschnittsalter von 22,1 Jahren:
| Flugzeugtyp      | Anzahl | bestellt | Anmerkungen                                  | Sitzplätze | Durchschnittsalter (April 2022) |
| ---------------- | ------ | -------- | -------------------------------------------- | ---------- | ------------------------------- |
| Boeing 767-200ER | 03     |          |                                              | 240        | 21,1 Jahre                      |
| Boeing 767-300ER | 09     |          | zwei mit Winglets ausgestattet; eine inaktiv | 278        | 24,1 Jahre                      |
| Boeing 777-200ER | 03     |          |                                              | 381        | 16,8 Jahre                      |
| Gesamt           | 15     | –        |                                              |            | 22,1 Jahre                      |

## Ehemalige Flotte
Zuvor betrieb Omni Air International unter anderem auch folgende Flugzeugtypen:
- Boeing 757-200
- McDonnell Douglas DC-10-10/30